# Maghreb Oxygène
 (juillet 2010).
Si vous disposez d'ouvrages ou d'articles de référence ou si vous connaissez des sites web de qualité traitant du thème abordé ici, merci de compléter l'article en donnant les références utiles à sa vérifiabilité et en les liant à la section « Notes et références ».
Maghreb Oxygène est une entreprise marocaine spécialisée dans la production  de gaz médicaux, industriels et spéciaux. Elle commercialise notamment de l'oxygène, l'azote et l'acétylène.   
Depuis 1999, elle est cotée à la Bourse de Casablanca.  
C'est une filiale de la holding Akwa Group.   

## Présentation
Maghreb Oxygène dispose de trois usines de production à Berrechid, Had Soualem et Jorf Lasfar.

Le réseau commercial de MO se compose de sept directions régionales : Casablanca, Rabat, Marrakech, Agadir, Fès, Tanger et Oujda.